# ۱۰۰۰ (میلادی)
۱۰۰۰ (میلادی) هزارمین سال تقویم میلادی است.

## درگذشتگان
- ابومحمود حامدبن خضر خجندی، ریاضی‌دان و ستاره‌شناس ایرانی.
- ابوسهل بیژن کوهی، ریاضی‌دان و ستاره‌شناس ایرانی.
- مقدسی، جغرافیدان
- ۹ سپتامبر – اولاف اول نروژ، کاشف نروژی (ز. ۹۶۹)